# 迪基希區
迪基希區（盧森堡語：Distrikt Dikrech、德語：Distrikt Diekirch、法語：District de Diekirch）是西歐國家盧森堡曾经的3個區之一，于2015年10月3日废除。迪基希區曾下設有5個縣。
1. 克萊沃縣
  - 克莱沃
  - 帕克霍辛根
  - 特鲁瓦维耶日
  - 魏斯万帕赫
  - 万克朗日
2. 迪基希縣
  - 贝滕多夫
  - 布尔沙伊德
  - 迪基希
  - 叙尔河畔埃佩尔当日
  - 埃特尔布吕克
  - 福伊伦
  - 梅尔齐希
  - 赖斯多夫
  - 希伦
  - 瓦莱德莱恩茨
3. 雷当日县
  - 贝克里希
  - 埃尔
  - 格罗斯布斯
  - 普雷策道尔
  - 朗布鲁克
  - 雷当日
  - 索伊尔
  - 于塞尔当日
  - 维希滕
  - 瓦尔
4. 菲安登县
  - 皮特沙伊德
  - 坦德尔
  - 菲安登
5. 维尔茨县
  - 布莱德
  - 叙尔河畔埃施
  - 格斯多夫
  - 基施佩尔特
  - 拉克德拉欧特叙尔
  - 维尔茨
  - 温瑟勒

北与比利時瓦隆大区的列日省、西與比利時的盧森堡省、南與盧森堡區、東南與格雷文馬赫區、東與德國的莱茵兰-普法尔茨州接壤。

## 外部連結
- 官方網站 （页面存档备份，存于） （法語/德語）
- 迪基希情報 （页面存档备份，存于）
- 盧森堡政區情報 （页面存档备份，存于）